# 李承晩TV
李承晩TV (イスンマンTV 韓: 이승만TV) とは韓国の李承晩学堂が開設したYouTubeチャンネルである。住所は大韓民国ソウル市中区退渓路 (チェゲロ) 20キル71 2階。校長は経済学者の李栄薫。大韓民国初代大統領李承晩を冠した李承晩学堂の教授陣による講義をYouTube上で放送している。放送内容は目標として経済の再建、民主主義の実現、反日種族主義の克服を目指しており、一般的に論調は保守的である。2019年現在、日本語は字幕でのみであり吹き替えは行われていない。李栄薫は経営にあたり会員一人当たり1万ウォンの会費を出す会員1000人を集める目標を提示している。

## アクセス
- ソウル交通公社4号線明洞駅3番出口から500m